# Ga South Municipal Assembly
Ga South Municipal Assembly är ett distrikt i Ghana.   Det ligger i regionen Storaccra, i den södra delen av landet, 12 km väster om huvudstaden Accra.